# Bertha Brouwer
Bertha Brouwer   (Leidschendam, 29 d'octubre de 1930 - Oostvoorne, 6 d'octubre de 2006), coneguda com a Puck Brouwer i des de 1953 Bertha van Duyne, fou una atleta neerlandesa, especialista en curses de velocitat, que va competir durant la dècada de 1950.
El 1952 va prendre part en els Jocs Olímpics de Hèlsinki, on va disputar tres proves del programa d'atletisme. Va guanyar la medalla de plata en la prova dels 200 metres, mentre en els 4x100 metres fou sisena i en els 100 metres quedà eliminada en semifinals. El 1956 havia de participar en els Jocs de Melbourne, i fins i tot hi va viatjar, però pocs dies abans de l'inici dels Jocs el Comitè Olímpic neerlandès va boicotejar-los per la invasió soviètica d'Hongria. Decebuda, va decidir retirar-se.
En el seu palmarès també destaquen dues medalles de plata al Campionat d'Europa d'atletisme, en els en el 4x100 metres el 1950 i en els 100 metres el 1954. A nivell nacional guanyà quatre campionats neerlandesos dels 100 metres (1953, 1954, 1955 i 1956) i tres dels 200 metres (1953, 1954 i 1955). Els 11,5" en els 100 metres significaren el rècord d'Europa.

## Millors marques
- 100 metres. 11,5" (1956)
- 200 metres. 24,0" (1950)[1][2]